# 皮亞特鎮區 (北卡羅萊納州埃弗里縣)
皮亞特鎮區（英語：Pyatte Township）是位於美國北卡羅萊納州埃弗里縣的一個鎮區。

## 地方資料
皮亞特鎮區的面積為14.50平方千米，皆為陸地。根據2020年美國人口普查的數據，當地共有人口240人，而人口密度為每平方千米16.55人。